# Jan Vladimír Hráský
Jan Vladimír Hráský, češki arhitekt, stavbenik, inženir, hidrolog in balneolog, * 4. april 1857, Babule, Galicija, Avstrijsko cesarstvo (sedaj Poljska), † 12. april 1939, Praga, Protektorat Češke in Moravske (sedaj Češka).

## Življenje
Hráský je med letoma 1884 in 1897 delal v Ljubljani in v tem času bil deželni stavbni inženir. Bil je profesor na Cesarski in kraljevi češki tehniški visoki šoli v Pragi. Med letoma 1900 in 1901 je bil njen rektor.

### Delo
Na Slovenskem je najbolj znan kot izvirni avtor stavbe v novorenesančnem slogu Kranjskega deželnega dvorca na Kongresnem trgu v Ljubljani (1899–1902), kjer je od leta 1919 sedež Univerze v Ljubljani, in Narodnega doma na Trgu celjskih knezov v Celju (gradnja 1895–1896), kjer je sedaj sedež Mestne občine Celje. 
Leta 1892 so po njegovih in Hrubyjevih načrtih v Ljubljani zgradili Deželno gledališče v novorenesančnem slogu, sedanjo Ljubljansko operno hišo. Med letoma 1893 in 1894 so po njegovih načrtih izdelali železni most čez Savo v Radečah. Leta 1898 je izdelal načrte za gradnjo Vodovodnega stolpa v Kranju (gradnja 1909–1911).

## Galerija slik
- Ljubljanska opera, Ljubljana (1892)
- Železni most čez Savo, Radeče (1894)
- Narodni dom, Celje (1896)
- Vodovodni stolp, Kranj (1897)
- Kranjski deželni dvorec – Univerza v Ljubljani, Ljubljana (1902)
- Vodni zbiralnik, Poděbrady (1928)
- Vodni zbiralnik, Kolín (skupaj s Františkom Jando, 1930)
- Vodni zbiralnik, Pečky